# 이종윤 (배우)
이종윤은 대한민국의 배우이다.
1973년 10월25일생  

## 출연작

### 영화
- 《요정》 (2022년)
- 《주연》 (2022년) - 아빠 역
- 《미미(美味): 궁극의 식사》 (2020년)
- 《내가 죽던 날》 (2020년) - 지서 담당 형사 역
- 《우리 안의 그들》 (2020년) - 선생님 역
- 《레오》 (2019년) - 정호 역
- 《벌새》 (2019년) - 문구점 주인 역
- 《잊혀진 겨울》 (2018년) - 태식 역
- 《미트》 (2018년)
- 《명당》 (2018년) - 상인 2 역
- 《철가방》 (2017년) - 청년고용공단 직원 역
- 《밝은 미래》 (2017년)
- 《무더》 (2016년) - 선배 역
- 《쿼바디스》 (2014년)
- 《어떤 시선》 (2013년) - 용꿈남 역
- 《두 개의 달》 (2012년) - 연순남편 역
- 《밍크코트》 (2012년) - 준호 역
- 《그대로 멈춰라》 (2010년) - 카페주인 역
- 《고고70》 (2008년) - 도박하는 밴드 역
- 《해바라기》 (2006년) - 싸우나 직원 역
- 《괴물》 (2006년) - 4번 돗자리 1 역
- 《마파도》 (2006년) - 똘마니 3 역

### 드라마
- 《나인룸》 (2018년, tvN) - 황팀장 역
- 《청춘기록》 (2020년, tvN) - 윤지호 감독 역
- 《배드 앤 크레이지》 (2021년, tvN) - 임형사 역

### 연극
- 《12인의 성난 사람들》
- 《변기》
- 《변태》
- 《고공정원》
- 《어른의 시간》
- 《독살미녀 윤정빈》
- 《878미터의 봄》
- 《추문패거리》
- 《누가 무하마드 알리의 관자놀이에 미사일 펀치를 꽂았는가?》
- 《물의 정거장》

## 수상
- 2012년 서울연극제 미래야솟아라부문 연기상